# Максутов, Иван Иванович
Князь Ива́н Ива́нович Максу́тов (1886, Рязанская губерния — 1981, Лозанна) — полковник лейб-гвардии Гренадерского полка, герой Первой мировой войны. Участник Белого движения в рядах ВСЮР. В эмиграции в Югославии. В годы Второй мировой войны служил в Русском корпусе на стороне Германии.

## Биография
Из потомственных дворян. Сын действительного статского советника князя Ивана Ивановича Максутова.
Окончил 3-й Московский кадетский корпус (1906) и Александровское военное училище (1909), откуда выпущен был подпоручиком в лейб-гвардии Гренадерский полк. Произведен в поручики 6 декабря 1913 года.
В Первую мировую войну вступил в рядах лейб-гренадер. Удостоен ордена Св. Георгия 4-й степени
За то, что в бою 10 июля 1915 года у д. Крупе при атаке германского редута, упорно обороняемого ими, первым во главе 10-й роты ворвался в редут и, увлекая примером личной храбрости людей, выбил оттуда противника, причем будучи ранен оставался в строю до полного окончания боя. Во время атаки захвачено 2 действующих пулемета.
Произведен в штабс-капитаны, в капитаны — 1 августа 1916 года, в полковники — 10 октября того же года. В 1917 году успешно окончил 3-x месячные подготовительные курсы Николаевской военной академии.
В Гражданскую войну участвовал в Белом движении в составе Вооруженных сил Юга России. В начале 1920 года эвакуировался из Новороссийска в Константинополь.
В эмиграции в Югославии. Руководил стрелковыми курсами в Белграде, в начале 1930-х годов организовал клуб планеристов. В годы Второй мировой войны служил в Русском корпусе: был причислен к Генеральному штабу, 10 октября 1941 года назначен командиром взвода 1-й юнкерской сотни 1-го батальона 1-го полка (в чине обер-лейтенанта), 14 апреля 1942 года назначен командиром 4-й сотни того же полка (в чине гауптмана), затем состоял в штабе корпуса. После войны жил в Австрии, а затем в Швейцарии, где организовал и возглавил местный отдел Объединения 3-го Московского Императора Александра ІІ кадетского корпуса. Скончался в 1981 году в Лозанне. Похоронен на местном русском кладбище. Его жена Татьяна Васильевна умерла там же в 1975 году.

## Награды
- Орден Святого Станислава 3-й ст. «за отлично-усердную службу и труды, понесенные во время военных действий» (ВП 23.04.1915)
- Орден Святого Георгия 4-й ст. (ВП 5.02.1916)
- Орден Святой Анны 3-й ст. с мечами и бантом (ВП 22.12.1916)